# Una comèdia de la Stasi
Una comèdia de la Stasi (títol original en alemany, Stasikomödie) és una pel·lícula de comèdia dirigida per Leander Haußmann que es va estrenar el 19 de maig de 2022 als cinemes alemanys. Després de Sonnenallee i NVA, aquesta és la tercera i última part de la seva trilogia de la República Democràtica Alemanya. S'ha doblat i subtitulat al català.